# アッパー・ダービー郡区 (ペンシルベニア州デラウェア郡)

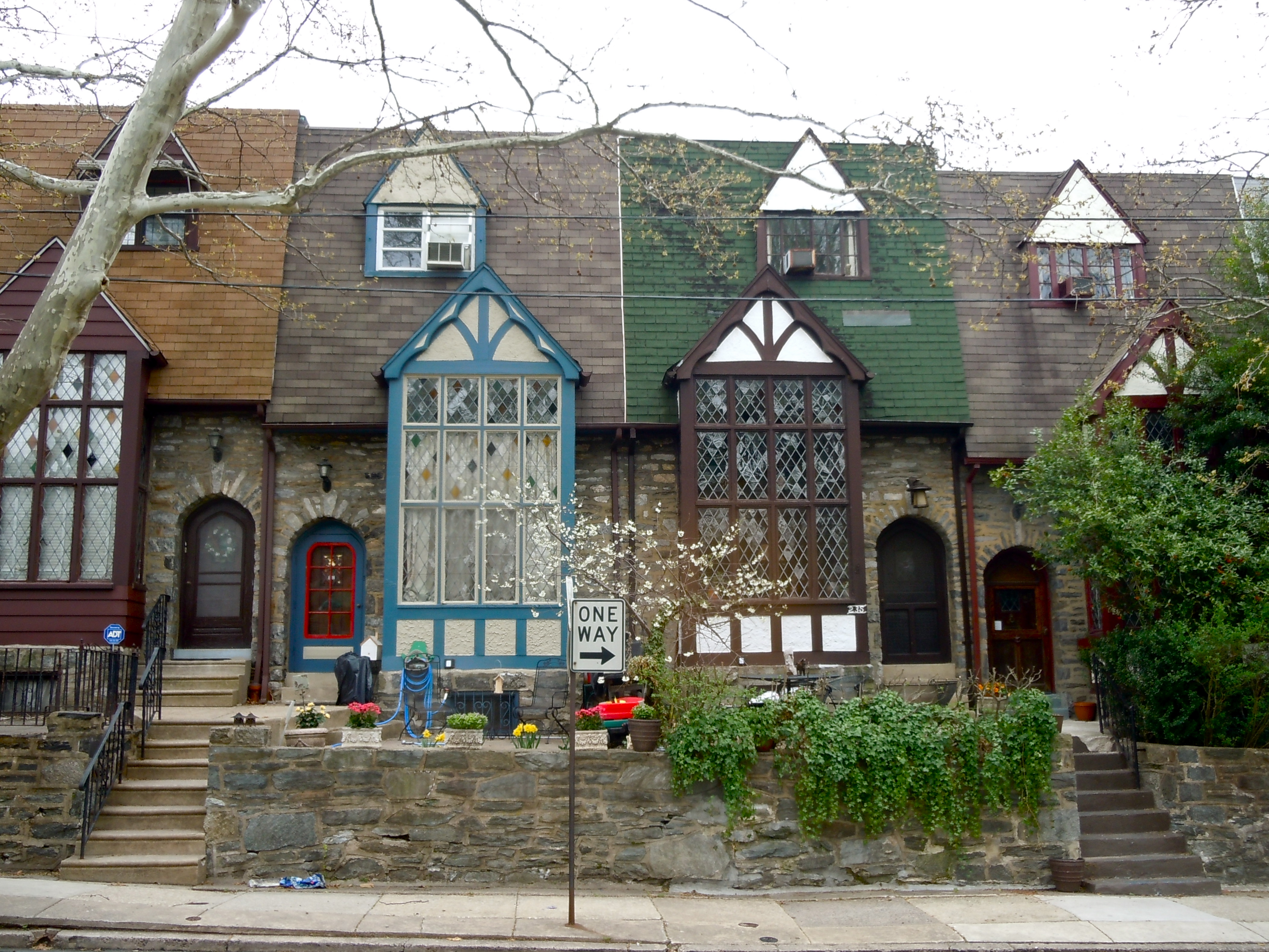
リッチフィールド道路沿いの長屋型住宅

アッパー・ダービー郡区（英: Upper Darby Township）は、アメリカ合衆国ペンシルベニア州東部のデラウェア郡のホームルール自治体・タウンシップである。フィラデルフィア市の西部に接している。町内の69番通りには、1920年代に建設された歴史ある音楽会場のタワー劇場がある。2010年の国勢調査での人口は82,795 人だった。その構成は多様であり、人口密度の高い長屋が並ぶ通りに、100以上の民族が住んでいる。人口では州内第6位の自治体である。町内の北西側には国勢調査指定地域であるドレクセルヒルの大半が入っている。
アッパー・ダービーはフィラデルフィア中心部（センターシティ）から2.8マイル (4.5 km) にあり、フィラデルフィアの大量輸送機関である南東ペンシルベニア交通局のマーケット・フランクフォード線では西側の終着点が、アッパー・ダービーの主要事業地区の中心である69番通りにある。この69番通りターミナルから多くの市街電車やバス路線がフィラデルフィアの南東ペンシルベニア交通局の主要路線とを繋いでいる。
アッパー・ダービーの領域の65%は住宅地、25%が商業地、その他8%である。1974年にホームルール憲章が採択され、1976年に有効となったので、首長・行政委員会方式の政府を採用しており、この点はペンシルベニア州タウンシップ法の下にある自治体とは異なっている（通常の第1級タウンシップは区に分けられた委員による行政委員会があり、第2級タウンシップは通常全領域を選挙区に選ばれる監督官委員会がある）。

## 歴史

### 開拓初期
1650年、後にアッパー・ダービーとなった地域には数百年前からレナペ族インディアンが住んでいたが、西部に住んでいたサスケハノック族との戦争に加え、天然痘や麻疹など疫病の影響で著しく人口を減らした。ヨーロッパ人開拓者で最初の恒久的な存在は、1653年にニュースウェーデンから到着した集団だった。それから間もない1655年、ニュースウェーデンはオランダに占領され、さらに1664年10月、イングランドによるニューアムステルダム全体の征服の一部として、イングランドの支配下に入った。この地域はイングランド王の所有地として支配されていたが、1681年にウィリアム・ペンに与えられた大規模払下げ地に含まれていた。
翌年、ペンがペンシルベニア植民地を設立したとき、この地域はチェスター郡ダービー・タウンシップの町の一部として指定された。1789年9月26日、チェスター郡の東部が分離してデラウェア郡を形成した。
1654年に建設されたと考えられているローワー・スウェディッシュ・キャビンがダービー・クリークに沿ったクリーク道路にあり、この地域に丸太小屋を導入した初期スウェーデンの名残だと考える者が多い。今日の「スウェディッシュ・キャビン」はペンシルベニア州の歴史標識に指定されている。この小屋はアメリカ合衆国国家歴史登録財にも指定された。

### ダービーの分割
ダービー・タウンシップは当初、北は現在のアッパー・ダービーの境界線、東と南はコブス・クリークとダービー・クリーク、西はリドリー・タウンシップとスプリングフィールド・タウンシップまで広がっていた。1736年、タウンミーティングで、住民の便宜を図るためにタウンシップの上流側と下流側を分けることが決められた。これは「貧者を支援するための税金を節約するため」とされた。これ以後、北にある上流側がアッパー・ダービー・タウンシップと呼ばれるようになった。正確な境界が設定されたのはそのための請願書が裁判所に提出された1787年になってからだった。下はその請願書の梗概である。
ジョシュア・アッシュの相続人に属する土地の北西側にあるコブのグリークに始まり、前述土地の境界線に沿い、この線と故エノク・ボンソールとジョシュア・ボンソールの土地の境界線をダービー・クリークまで伸ばし、前述クリークを北西にジョン・アッシュの土地の境界線に進み、この線とサミュエル・アッシュとナサニエル・スミスの境界線を、リドリー・タウンシップの境界線まで伸ばす。下流部はダービーと呼んでもよく、その他をアッパー・ダービーとする。

### 19世紀と20世紀
初期イングランド人開拓者にクエーカー教徒が多かったことを反映し、アッパー・ダービーは反奴隷制度運動が活発だった。少なくとも1830年以前に奴隷制度廃止のための組織が存在しており、1830年にフィラデルフィアで開催されたペンシルベニア反奴隷制度協会の集会には、著名住民12人の委員を派遣した。
地域の多くの家屋が地下鉄道 (秘密結社)の駅となり、その1つである奴隷制度廃止運動家トマス・ペノックの邸宅であるフッドランドは、その後タウンシップの公共図書館のために遺贈され、現在は子供図書館となって、本館を収めるより大きな現代的分館に接続されている。アッパー・ダービーとソーンフィールドで育ったもう1人の著名奴隷制度廃止運動家トマス・ガレットが32歳まで住んだ家は、ドレクセルヒルズ地区のガレット道路とメイプル・アベニューの角に今も残っている。南北戦争の時にはアッパー・ダービーから2個連隊が立ち上げられ、その内第106連隊はアンティータムの戦いに参戦した。
地域にはクリークや水流が豊富にあったので、工場の開発に適しており、デラウェア郡では初の工場が見られるのもアッパー・ダービーである。工場によってタウンシップの人口を大きく増加させ、1800年の人口800人超から1890年にはほぼ5,000人になっていた。しかし、1885年から、人口の増えた地区住民が州政府に別の自治体を建てる請願を行ったので、領域内から多くの地区を失って行った。その中でも最初のものはクリフトンハイツ・ボロ（1885年6月1日法人化）であり、ランスダウン・ボロ（同1893年7月6日）、アルダン・ボロ（1893年9月22日、一部の領域はダービー・タウンシップから取られた）、ミルボーン・ボロ（1909年10月12日）、イーストランスダウン・ボロ（1911年6月2日）と続いた。
1907年、フィラデルフィア高速輸送会社がアッパー・ダービーの成長可能性を認識し、マーケット・フランクフォード高架鉄道線を、フィラデルフィア市のスクーカル川の西から、アッパー・ダービーの69番通りとマーケット通りの角まで延伸した。その終着駅である69番通り駅は、郊外に向かう市街電車やライトレール線が数本集まり、市内および郊外向けバス路線も多く発着する繁華なターミナルとなった。通勤客が増えたことで、1920年代にジョン・マクラッチーが69番通りショッピング地区を開発し、アッパー・ダービーはフィラデルフィア市のセンターシティに次いで2番目に繁華なショッピング地区となった。事業地区には多くの瀟洒なアール・デコ調の建物が並ぶ。タウンシップ内の人口爆発が続き、1960年代までにアッパー・ダービーは州内で人口第7位の自治体になっていた。

## 地理
アメリカ合衆国国勢調査局に拠れば、領域全面積は7.9平方マイル (20.4 km2)である。ピードモント台地の縁にあって、フィラデルフィア市よりも60フィート (18 m) ないし260フィート (79 m) 高い。町内を幾つか小さなクリークが流れている。イーストランスダウン・ボロはアッパー・ダービー・タウンシップの中に完全に囲まれる形になっている。またアッパー・ダービー・タウンシップの飛び地も存在している。
タウンシップの中に国勢調査指定地域であるドレクセルヒルがある他、地区としてはアロニミンク、ビバリーヒルズ、バイウッド、ドレクセルパーク、ハイランドパーク、ラナーチヒルズ、ケリービル、カークリン、オークビュー、プリモス、シケイン、ストーンハースト、ウェストブルックパークがある。

### 緊急対応
アッパー・ダービー・タウンシップは、アッパー・ダービー警察署、クローザー・キーストン救急医療（デラウェア郡記念病院を本拠にしている）、およびアッパー・ダービー・タウンシップ消防署が緊急時の対応をしている。消防署は常勤職員とボランティアの組み合わせであり、下記5か所の駐屯所がある。
第20分団 - ガレットフォード・ドレクセルヒル（唯一常勤職員のみの駐屯所）、消防車3台、梯子車1台、救急トラック1台がある
第26分団 - ハイランドパーク、消防車2台、梯子車1台、救急トラック1台がある
第36分団 - カーディントン・ストーンハースト、消防車1台、噴射器1台、梯子車1台のほか空中活動部隊もある
第37分団 - アッパー・ダービー、消防車1台、噴射器1台、ユーティリティトラック1台がある
第74分団 - プリモス・シケイン・ウェストブルックパーク、消防車2台（泡噴射型1台を含む）、梯子車1台がある
第26、36、37、74分団は月曜日の午前7時から土曜日の午前7時まで常勤職員が駐屯している。ウィークデイはこれをボランティア職員が補い、さらに週末はボランティアのみとなる。

### 隣接する自治体
- フィラデルフィア市 - 東
- ミルボーン・ボロ – 北東
- イーストランスダウン・ボロ – 南東
- イードン・ボロ – 南東
- ランスダウン・ボロ – 南
- ダービー・ボロ – 南
- クリフトンハイツ・ボロ – 南
- アルダン・ボロ – 南
- ダービー・タウンシップ – 南
- リドリー・タウンシップ – 南西
- スプリングフィールド・タウンシップ – 西

## ペンシルベニア州の昆虫
1970年代初期、ハイランドパーク小学校の児童たちが、ペンシルベニア・ホタルを州の公式昆虫として宣言する運動を始めた。州議会議員の助言と支援を受けて、手紙書き、請願書の回覧、バンパーに貼るステッカーの配布などの運動を始めた。1974年4月10日、州知事ミルトン・J・シャップが、ペンシルベニア・ホタルを州の公式昆虫にしている法案に署名した。その数年後ハイランドパーク小学校にはその功績を顕彰する青銅製銘板が授与された。

## 人口動態

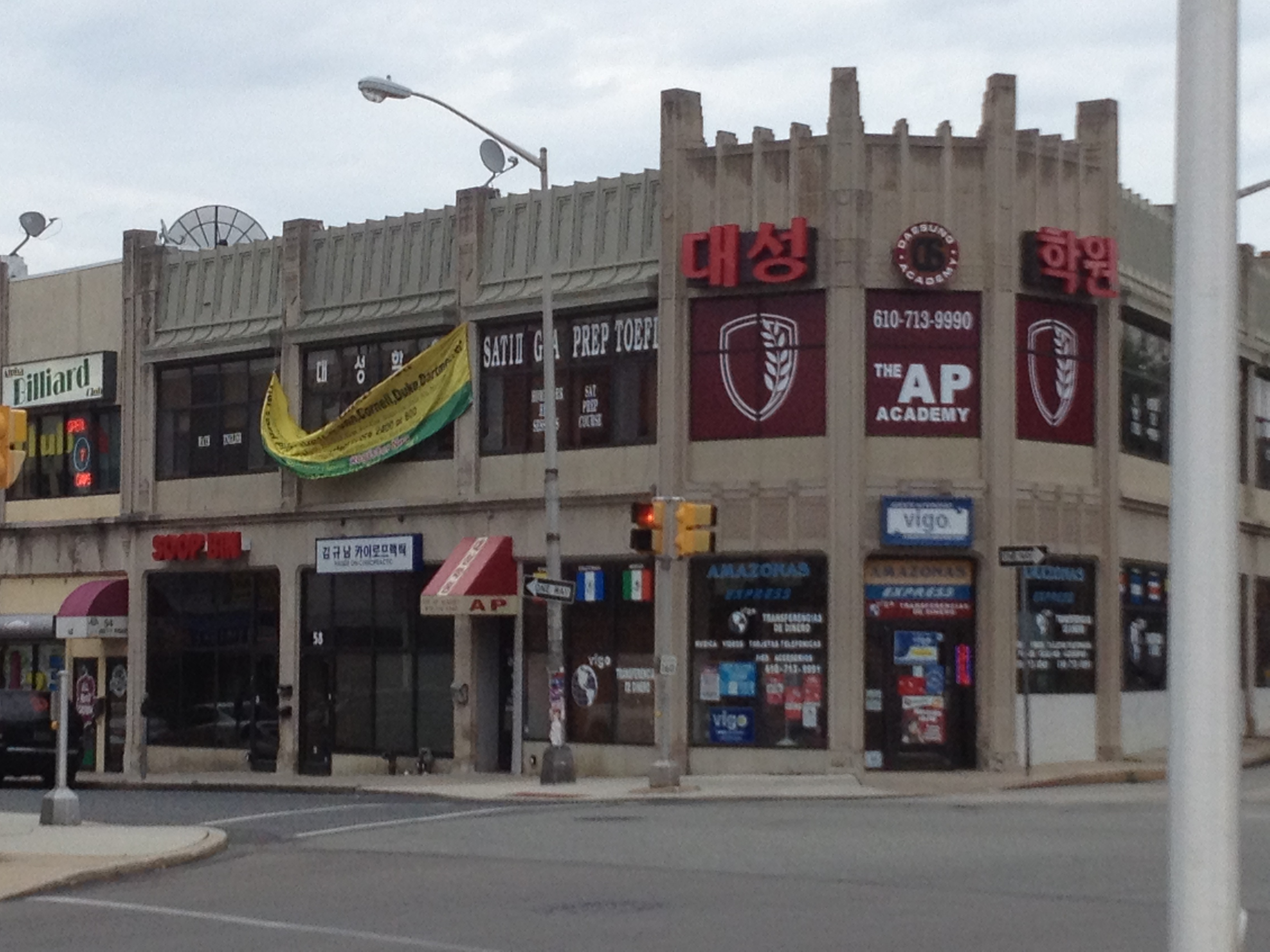
朝鮮語の看板の揚がる店、アッパー・ダービーはチェルトナムや西フィラデルフィアと共に韓国出身者が多い

2010年国勢調査時点での人種別人口構成は、非ヒスパニック白人56.6%、黒人27.5%、インディアン0.2%、アジア系11.1%、混血2.7%、ヒスパニック系4.5%となっていた。
以下は2000年国勢調査による人口統計データである。
| 基礎データ - 人口: 85,038 人（2000年から9.7%成長） - 世帯数: 32,551 世帯 - 家族数: 20,474 家族 - 人口密度: 5,659.7人/km2（14,658.7 人/mi2） - 住居数: 34,322 軒 - 住居密度: 1,683.8軒/km2（4,361.6 軒/mi2） 人種別人口構成 - 白人: 59.1% - アフリカン・アメリカン: 20.5% - ネイティブ・アメリカン: 0.12% - アジア人: 15.3% - 太平洋諸島系: 0.03% - その他の人種: 0.52% - 混血: 2.3% - ヒスパニック・ラテン系: 2.4% 年齢別人口構成 - 18歳未満: 25.2% - 18-24歳: 8.4% - 25-44歳: 32.8% - 45-64歳: 19.9% - 65歳以上: 13.7% - 年齢の中央値: 35歳 - 性比（女性100人あたり男性の人口） - 総人口: 91.6 - 18歳以上: 88.2 | 世帯と家族（対世帯数） - 18歳未満の子供がいる: 31.0% - 結婚・同居している夫婦: 45.0% - 未婚・離婚・死別女性が世帯主: 13.4% - 非家族世帯: 37.1% - 単身世帯: 31.6% - 65歳以上の老人1人暮らし: 11.5% - 平均構成人数 - 世帯: 2.50人 - 家族: 3.23人 収入と家計 - 収入の中央値 - 世帯: 41,489米ドル - 家族: 52,500米ドル - 性別 - 男性: 38,090米ドル - 女性: 30,416米ドル - 人口1人あたり収入: 20,770米ドル - 貧困線以下 - 対人口: 9.1% - 対家族数: 7.3% - 18歳未満: 11.1% - 65歳以上: 6.9% |

アッパー・ダービーはチェルトナム・タウンシップや西フィラデルフィアと共に韓国出身者が多い。当初のコリアンタウンはフィラデルフィア市のオルニー地区にあり、その後ローガン地区に移った。

## 歴史的な場所
- コールンブルック農園は1988年にアメリカ合衆国国家歴史登録財に指定された[13]。政治指導者のジョージ・スミスの邸宅だった
- ローワー・スウェディッシュ・キャビンは1980年にアメリカ合衆国国家歴史登録財に指定された。ペンシルベニア州最古の建物と考えられ、国内でも最古クラスの丸太小屋である

## 教育
アッパー・ダービー・タウンシップの公共教育はアッパー・ダービー教育学区が管轄している。全体で公立学校12校と、幼稚園センターで12,000近い児童生徒を受け入れている。高校はアッパー・ダービー高校の1校、中学校はビバリーヒルズとドレクセルヒルの2校である。アッパー・ダービー高校は生徒数4,000人とペンシルベニア州最大の高校である。
効率の教育学区に加えて教区学校と私立学校が数校ある。モンシニョール・ボナー高校（男子高）とアークビショップ・プレンダガスト高校（女子高）はどちらもカトリックであり、アッパー・ダービーの中では最大の私立学校である。どちらも9年生から12年生を教えており、合わせて5,500人の生徒がいる。この2校にくわえて、タウンシップ内に教区の小中学校9校があり、その中には視覚障害のある子供のためのセントルーシー・デイスクールもある。児童生徒数の総計は2,867人である。タウンシップ内のホリー・チャイルド・アカデミーを除き、ほとんど全ての私立学校はフィラデルフィア大教区が管理している。ホリー・チャイルド・アカデミーはソサイエティ・オブ・ホリー・チャイルド・ジーザスが運営するカトリックの学校である。
アッパー・ダービーと周辺地域では、アッパー・ダービー成人夜間学校も利用できる。この学校では専門的な開発教室や、一般的な教育学級もある。独立系非営利の団体であり、アッパー・ダービー教育学区とは別の組織である。
デラウェア郡コミュニティカレッジがアッパー・ダービーのバークレー・ショッピング・センターで1つのセンターを運営している。

### 教区学校
- モンシニョール・ボナー高校（男子高）
- アークビショップ・プレンダガスト高校（女子高）
- ホリー・チャイルド・アカデミー
- セント・アンドリュー聖徒学校
- セント・バーナデット学校
- セント・ドロシー学校
- セント・ローレンス学校
- セント・キリル学校（イーストランスダウン・ボロ）

## 対外関係

### 姉妹都市･提携都市
姉妹都市
- 本山町（日本国 四国地方 高知県 長岡郡）
  - 1966年（昭和41年）8月10日 姉妹都市提携[16]

## 著名な出身者
- ロイド・アリグザンダー、児童文学作家、『プリデイン物語』が著名
- ヘザー・ドナヒュー、女優
- ティナ・フェイ、女優、脚本家
- ジェイミー・ケネディ、俳優
- トッド・ラングレン、ミュージシャン
- マイク・ソーシア、メジャーリーグベースボール選手（ロサンゼルス・ドジャース）、監督（ロサンゼルス・エンゼルス・オブ・アナハイム）